# Gastón IV de Foix
Gastón IV de Foix (27 de noviembre de 1423-Roncesvalles, 10 de julio de 1472) fue lugarteniente del Reino de Navarra, conde de Foix y Bigorra y vizconde de Castellbó y Bearne, entre otros títulos que heredó a la muerte de su padre, Juan I de Foix.

## Vida
Era hijo de Juan I de Foix, conde de Foix, y de su segunda esposa, Juana de Albret. El 22 de diciembre de 1441 se casó con quién años más tarde sería la reina Leonor I de Navarra. Su suegro, el rey Juan II de Aragón, le concedió el gobierno de Navarra y además, a través del Tratado de Barcelona firmado en 1455, le garantizó el trono de Navarra. Dos años más tarde, Gastón fue nombrado vizconde de Narbona.
Colaboró con el rey de Francia en la reconquista de Guyena, tomando Tartas en 1442 o Mauléon en 1449, por cuyos méritos fue nombrado lugarteniente del rey en Guyena. En 1453, junto al conde de Dunois, conquistó Dax, Burdeos y Bayona. La victoria de Castillón de ese mismo año, que acabó con la muerte de Talbot y sus hijos, le permitió entrar en Médoc y Cadillac. Allí sufrió un intento de asesinato por parte del castellano Gaillardet, que fue ejecutado. En recompensa, Gastón fue elevado a condado-par en 1458 y su hijo heredero, príncipe de Viana y vizconde de Castellbó, se casó con Magdalena de Francia, la hermana del rey francés Luis XI.
En 1455, Gastón retó a los caballeros de Barcelona: colocó un pino con manzanas de oro en medio del actual paseo del Born y prometió una justa a todo aquel que cogiera una de las manzanas. Un total de siete caballeros retaron a Gastón, el cual ganó a todos y cada uno de ellos. A partir de entonces, se hacía llamar «el caballero de las manzanas de oro». Para financiar dicha justa, Gastón hipotecó la rentas del vizcondado de Castellbó y finalmente tuvo que vender una cruz del condado de Foix.
En 1462 guerreó en tierras catalanas, obligando al conde de Pallars a levantar el asedio al que sometía a  la reina Juana Enríquez y el príncipe Fernando en Gerona. Como recompensa, recibió el feudo de la ciudad de Carcasona. Cedió a sus hijos Castellbó (1462) y Narbona (1468). Súbitamente, en 1471, el rey francés se negó a reconocer los derechos sucesorios de los Foix en Navarra, por lo que Gastón IV se alió con los duques de Bretaña y de Borgoña y sublevó Guyena contra Francia. Pero, no lo logró. Derrotado, se refugió en Navarra, donde murió en 1472 con 50 años.

## Descendencia
Junto a Leonor I tuvo siete hijas y cuatro hijos:
| Nombre            | Nacimiento y muerte                                      | Observaciones |
| ----------------- | -------------------------------------------------------- | --- |
| Gastón            | 1444 - 23 de noviembre de 1470, Libourne)                | Príncipe de Viana y vizconde de Castellbó. Casado con la princesa Magdalena de Francia, hija del rey Carlos VII, sus hijos Francisco I Febo y Catalina heredaron sucesivamente el trono navarro.                                                   |
| Pedro             | 7 de febrero de 1449, Pau - 10 de agosto de 1490, Roma   | Cardenal y arzobispo de Arlés. |
| Juan I de Narbona | 1450 - 5 de noviembre de 1500, Etampes                   | Conde de Etampes y Vizconde de Narbona. Casado con María de Orléans, hermana del rey Luis XII de Francia. Su hija Germana de Foix fue la segunda esposa de Fernando II el Católico, quién reclamó los derechos sobre Navarra a través de su mujer. |
| María             | 1452, Carcasona - 1467, Casale                           | Casada en 1465 con el marqués Guillermo VIII de Montferrato. |
| Juana             | 1454 - 10 de febrero de 1476, Pau                        | Casada en 1469 con el conde Juan V de Armagnac. |
| Margarita         | 1458 - 15 de mayo de 1486, Clisson                       | Casada en 1471 con el duque Francisco II de Bretaña, su hija fue Ana, duquesa de Bretaña y dos veces reina de Francia por sus matrimonios con Carlos VIII y Luis XII.                                                                              |
| Catalina          | 1460 - 1494                                              | Casada en 1469 con Gastón II de Foix, conde de Candale y de Bénauges. |
| Isabel            | 1462 - (≃) 1479                                          | Casada con Guy, señor de Pons. |
| Ana               | enero de 1464, Pamplona - 3 de febrero de 1464, Pamplona | Falleció al poco tiempo de nacer. |
| Leonor            | 1466 - 1480                                              | Prometida al duque de Medinaceli, falleció antes que el matrimonio se llevara a cabo. |
| Jaime             | 1470 - 1500                                              | Conde de Cortes y de Montfort. Casado en primeras nupcias con su prima Ana de Peralta y Foix, hija de Mosén Pierres 'el joven' e Isabel de Foix, tras su divorcio contrae segundas nupcias con Catalina de Beaumont, hija de Luis, conde de Lerín. |

## Ancestros de Gastón IV de Foix
|  |                                                                       |  |  |  |  |  |  |  |  |  |  |  |  |  |  |  |
|  | 16. Conde Pierre I de Grailly                                         |  |  |  |  |  |  |  |  |  |  |  |  |  |  |  |
|  |                                                                       |  |  |  |  |  |  |  |  |  |  |  |  |  |  |  |
|  |                                                                       |  |  |  |  |  |  |  |  |  |  |  |  |  |  |  |
|  | 8. Duque Pedro II Castellbó, Conde de Grailly, futuro capitán de Buch |  |  |  |  |  |  |  |  |  |  |  |  |  |  |  |
|  |                                                                       |  |  |  |  |  |  |  |  |  |  |  |  |  |  |  |
|  |                                                                       |  |  |  |  |  |  |  |  |  |  |  |  |  |  |  |
|  | 17. Señora Talesa de Bouville                                         |  |  |  |  |  |  |  |  |  |  |  |  |  |  |  |
|  |                                                                       |  |  |  |  |  |  |  |  |  |  |  |  |  |  |  |
|  |                                                                       |  |  |  |  |  |  |  |  |  |  |  |  |  |  |  |
|  | 4. Conde Archambaud de Foix                                           |  |  |  |  |  |  |  |  |  |  |  |  |  |  |  |
|  |                                                                       |  |  |  |  |  |  |  |  |  |  |  |  |  |  |  |
|  |                                                                       |  |  |  |  |  |  |  |  |  |  |  |  |  |  |  |
|  | 18. Hélie VIII de Périgord                                            |  |  |  |  |  |  |  |  |  |  |  |  |  |  |  |
|  |                                                                       |  |  |  |  |  |  |  |  |  |  |  |  |  |  |  |
|  |                                                                       |  |  |  |  |  |  |  |  |  |  |  |  |  |  |  |
|  | 9. Duquesa Rosamburge de Périgord                                     |  |  |  |  |  |  |  |  |  |  |  |  |  |  |  |
|  |                                                                       |  |  |  |  |  |  |  |  |  |  |  |  |  |  |  |
|  |                                                                       |  |  |  |  |  |  |  |  |  |  |  |  |  |  |  |
|  | 19. Condesa Brunisenda de Foix                                        |  |  |  |  |  |  |  |  |  |  |  |  |  |  |  |
|  |                                                                       |  |  |  |  |  |  |  |  |  |  |  |  |  |  |  |
|  |                                                                       |  |  |  |  |  |  |  |  |  |  |  |  |  |  |  |
|  | 2. Conde Juan I de Foix                                               |  |  |  |  |  |  |  |  |  |  |  |  |  |  |  |
|  |                                                                       |  |  |  |  |  |  |  |  |  |  |  |  |  |  |  |
|  |                                                                       |  |  |  |  |  |  |  |  |  |  |  |  |  |  |  |
|  | 20. Conde Roger III de Castelbó                                       |  |  |  |  |  |  |  |  |  |  |  |  |  |  |  |
|  |                                                                       |  |  |  |  |  |  |  |  |  |  |  |  |  |  |  |
|  |                                                                       |  |  |  |  |  |  |  |  |  |  |  |  |  |  |  |
|  | 10. Duque Roger Bernardo IV, Vizconde de Castelbó                     |  |  |  |  |  |  |  |  |  |  |  |  |  |  |  |
|  |                                                                       |  |  |  |  |  |  |  |  |  |  |  |  |  |  |  |
|  |                                                                       |  |  |  |  |  |  |  |  |  |  |  |  |  |  |  |
|  | 21. Condesa Constanza de Luna                                         |  |  |  |  |  |  |  |  |  |  |  |  |  |  |  |
|  |                                                                       |  |  |  |  |  |  |  |  |  |  |  |  |  |  |  |
|  |                                                                       |  |  |  |  |  |  |  |  |  |  |  |  |  |  |  |
|  | 5. Isabel Condesa de Castellbó                                        |  |  |  |  |  |  |  |  |  |  |  |  |  |  |  |
|  |                                                                       |  |  |  |  |  |  |  |  |  |  |  |  |  |  |  |
|  |                                                                       |  |  |  |  |  |  |  |  |  |  |  |  |  |  |  |
|  | 22. Barón Garcia Arnaldo de Navailles                                 |  |  |  |  |  |  |  |  |  |  |  |  |  |  |  |
|  |                                                                       |  |  |  |  |  |  |  |  |  |  |  |  |  |  |  |
|  |                                                                       |  |  |  |  |  |  |  |  |  |  |  |  |  |  |  |
|  | 11. Géraude de Navailles                                              |  |  |  |  |  |  |  |  |  |  |  |  |  |  |  |
|  |                                                                       |  |  |  |  |  |  |  |  |  |  |  |  |  |  |  |
|  |                                                                       |  |  |  |  |  |  |  |  |  |  |  |  |  |  |  |
|  | 23. Béarnaise de Miramont                                             |  |  |  |  |  |  |  |  |  |  |  |  |  |  |  |
|  |                                                                       |  |  |  |  |  |  |  |  |  |  |  |  |  |  |  |
|  |                                                                       |  |  |  |  |  |  |  |  |  |  |  |  |  |  |  |
|  | 1. Gastón IV Conde de Foix                                            |  |  |  |  |  |  |  |  |  |  |  |  |  |  |  |
|  |                                                                       |  |  |  |  |  |  |  |  |  |  |  |  |  |  |  |
|  |                                                                       |  |  |  |  |  |  |  |  |  |  |  |  |  |  |  |
|  | 24. Señor Bernard Ezi IV de Albret                                    |  |  |  |  |  |  |  |  |  |  |  |  |  |  |  |
|  |                                                                       |  |  |  |  |  |  |  |  |  |  |  |  |  |  |  |
|  |                                                                       |  |  |  |  |  |  |  |  |  |  |  |  |  |  |  |
|  | 12. Señor Arnaud Amanieu de Albret                                    |  |  |  |  |  |  |  |  |  |  |  |  |  |  |  |
|  |                                                                       |  |  |  |  |  |  |  |  |  |  |  |  |  |  |  |
|  |                                                                       |  |  |  |  |  |  |  |  |  |  |  |  |  |  |  |
|  | 25. Condesa Marthe d´Armagnac                                         |  |  |  |  |  |  |  |  |  |  |  |  |  |  |  |
|  |                                                                       |  |  |  |  |  |  |  |  |  |  |  |  |  |  |  |
|  |                                                                       |  |  |  |  |  |  |  |  |  |  |  |  |  |  |  |
|  | 6. Duque Carlos I, Señor de Albret                                    |  |  |  |  |  |  |  |  |  |  |  |  |  |  |  |
|  |                                                                       |  |  |  |  |  |  |  |  |  |  |  |  |  |  |  |
|  |                                                                       |  |  |  |  |  |  |  |  |  |  |  |  |  |  |  |
|  | 26. Duque Pedro I Borbón                                              |  |  |  |  |  |  |  |  |  |  |  |  |  |  |  |
|  |                                                                       |  |  |  |  |  |  |  |  |  |  |  |  |  |  |  |
|  |                                                                       |  |  |  |  |  |  |  |  |  |  |  |  |  |  |  |
|  | 13. Señora Margarita d´Bórbon                                         |  |  |  |  |  |  |  |  |  |  |  |  |  |  |  |
|  |                                                                       |  |  |  |  |  |  |  |  |  |  |  |  |  |  |  |
|  |                                                                       |  |  |  |  |  |  |  |  |  |  |  |  |  |  |  |
|  | 27. Duquesa Isabel de Valois                                          |  |  |  |  |  |  |  |  |  |  |  |  |  |  |  |
|  |                                                                       |  |  |  |  |  |  |  |  |  |  |  |  |  |  |  |
|  |                                                                       |  |  |  |  |  |  |  |  |  |  |  |  |  |  |  |
|  | 3. Condesa Jeanne de Albert                                           |  |  |  |  |  |  |  |  |  |  |  |  |  |  |  |
|  |                                                                       |  |  |  |  |  |  |  |  |  |  |  |  |  |  |  |
|  |                                                                       |  |  |  |  |  |  |  |  |  |  |  |  |  |  |  |
|  | 28. Duque Juan II de Sully                                            |  |  |  |  |  |  |  |  |  |  |  |  |  |  |  |
|  |                                                                       |  |  |  |  |  |  |  |  |  |  |  |  |  |  |  |
|  |                                                                       |  |  |  |  |  |  |  |  |  |  |  |  |  |  |  |
|  | 14. Señor Luis de Sully                                               |  |  |  |  |  |  |  |  |  |  |  |  |  |  |  |
|  |                                                                       |  |  |  |  |  |  |  |  |  |  |  |  |  |  |  |
|  |                                                                       |  |  |  |  |  |  |  |  |  |  |  |  |  |  |  |
|  | 29. Princesa Marguerite de Borbón Valois                              |  |  |  |  |  |  |  |  |  |  |  |  |  |  |  |
|  |                                                                       |  |  |  |  |  |  |  |  |  |  |  |  |  |  |  |
|  |                                                                       |  |  |  |  |  |  |  |  |  |  |  |  |  |  |  |
|  | 7. Señora María de Sully                                              |  |  |  |  |  |  |  |  |  |  |  |  |  |  |  |
|  |                                                                       |  |  |  |  |  |  |  |  |  |  |  |  |  |  |  |
|  |                                                                       |  |  |  |  |  |  |  |  |  |  |  |  |  |  |  |
|  | 30. Señor Amaury VII de Craon                                         |  |  |  |  |  |  |  |  |  |  |  |  |  |  |  |
|  |                                                                       |  |  |  |  |  |  |  |  |  |  |  |  |  |  |  |
|  |                                                                       |  |  |  |  |  |  |  |  |  |  |  |  |  |  |  |
|  | 15. Isabeau de Craon                                                  |  |  |  |  |  |  |  |  |  |  |  |  |  |  |  |
|  |                                                                       |  |  |  |  |  |  |  |  |  |  |  |  |  |  |  |
|  |                                                                       |  |  |  |  |  |  |  |  |  |  |  |  |  |  |  |
|  | 31. Señora Marguerite de Mello                                        |  |  |  |  |  |  |  |  |  |  |  |  |  |  |  |
|  |                                                                       |  |  |  |  |  |  |  |  |  |  |  |  |  |  |  |
|  |                                                                       |  |  |  |  |  |  |  |  |  |  |  |  |  |  |  |